# KLM Open 2008

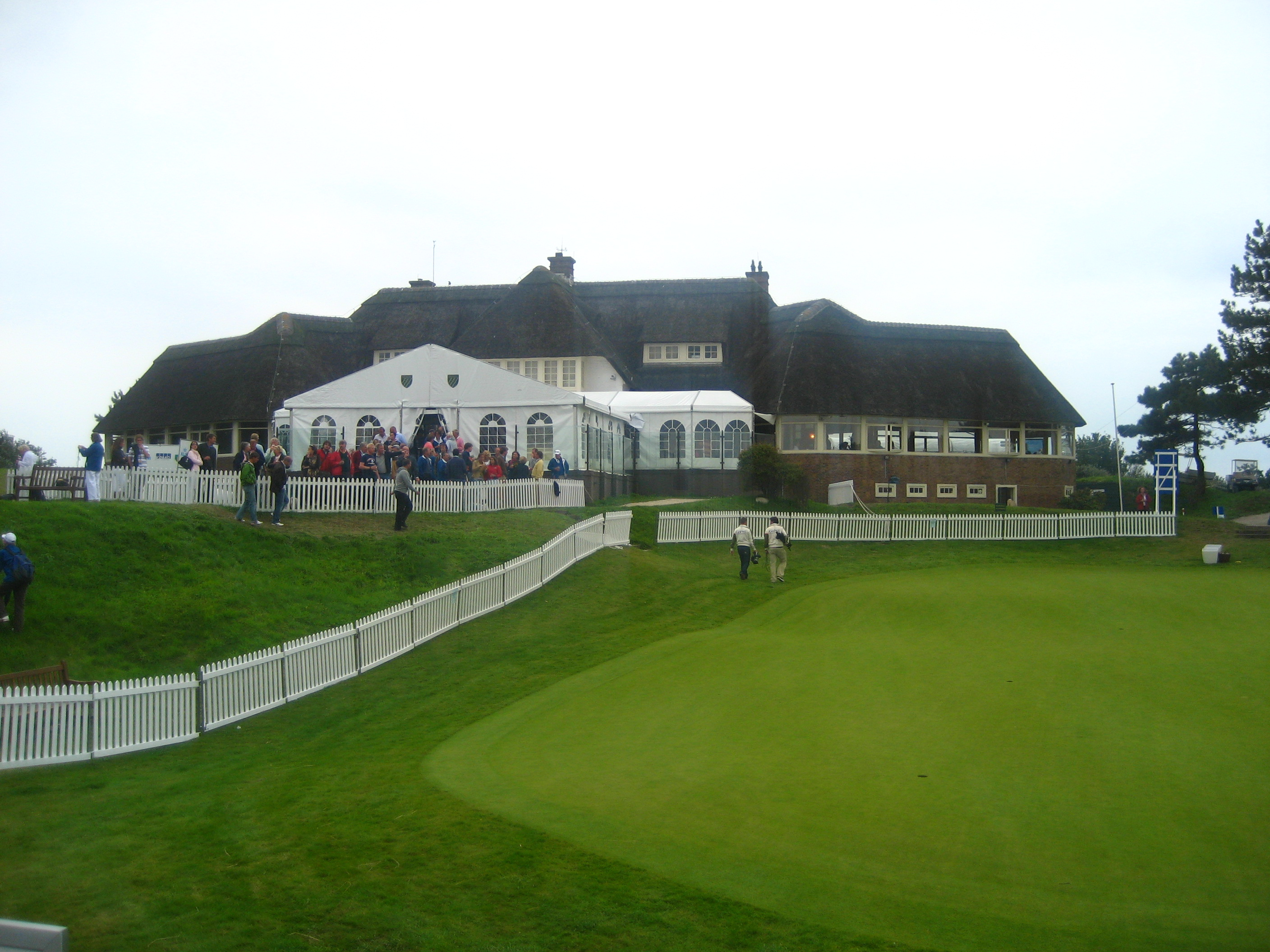
Clubhuis

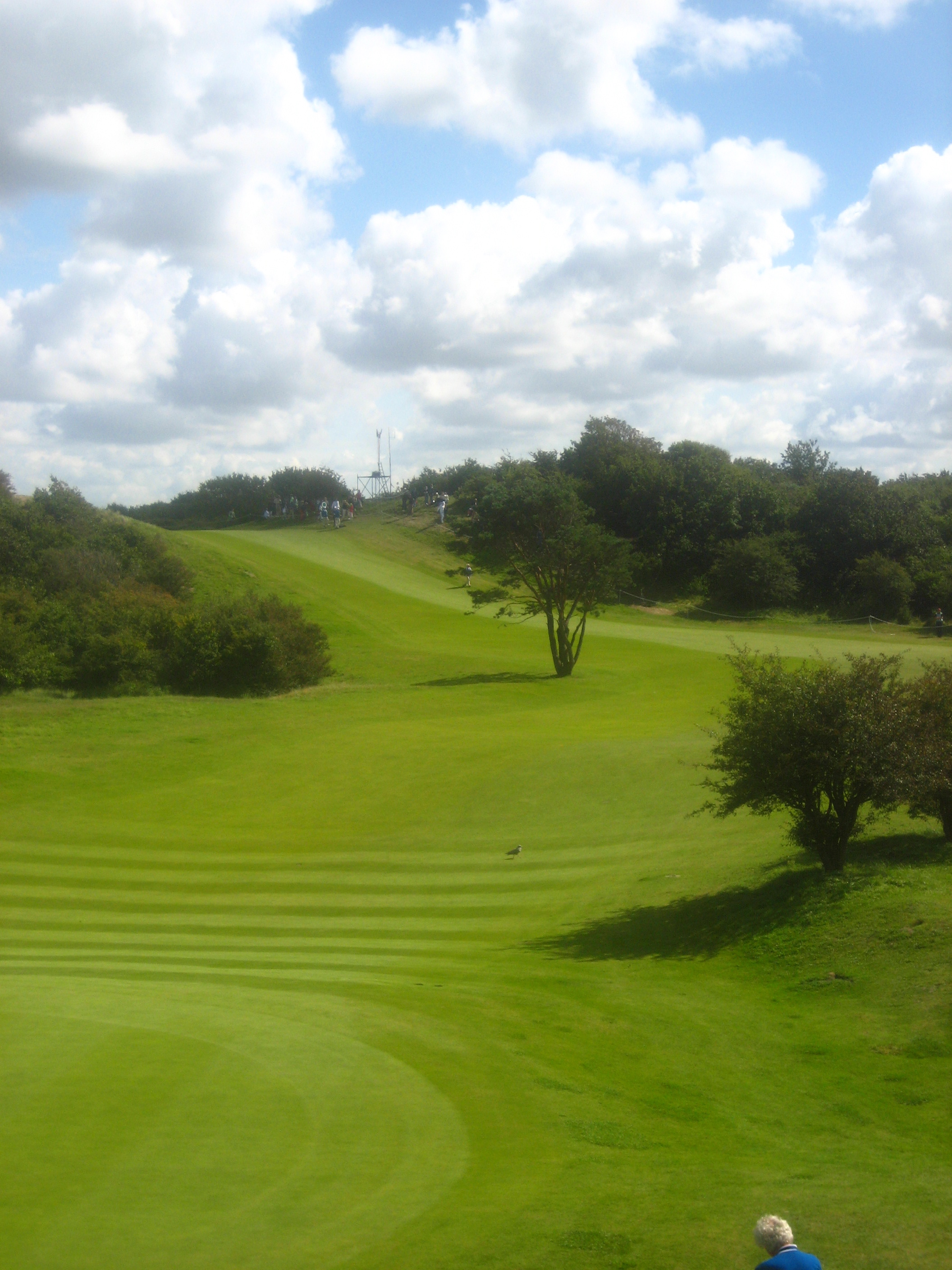
Hole 06

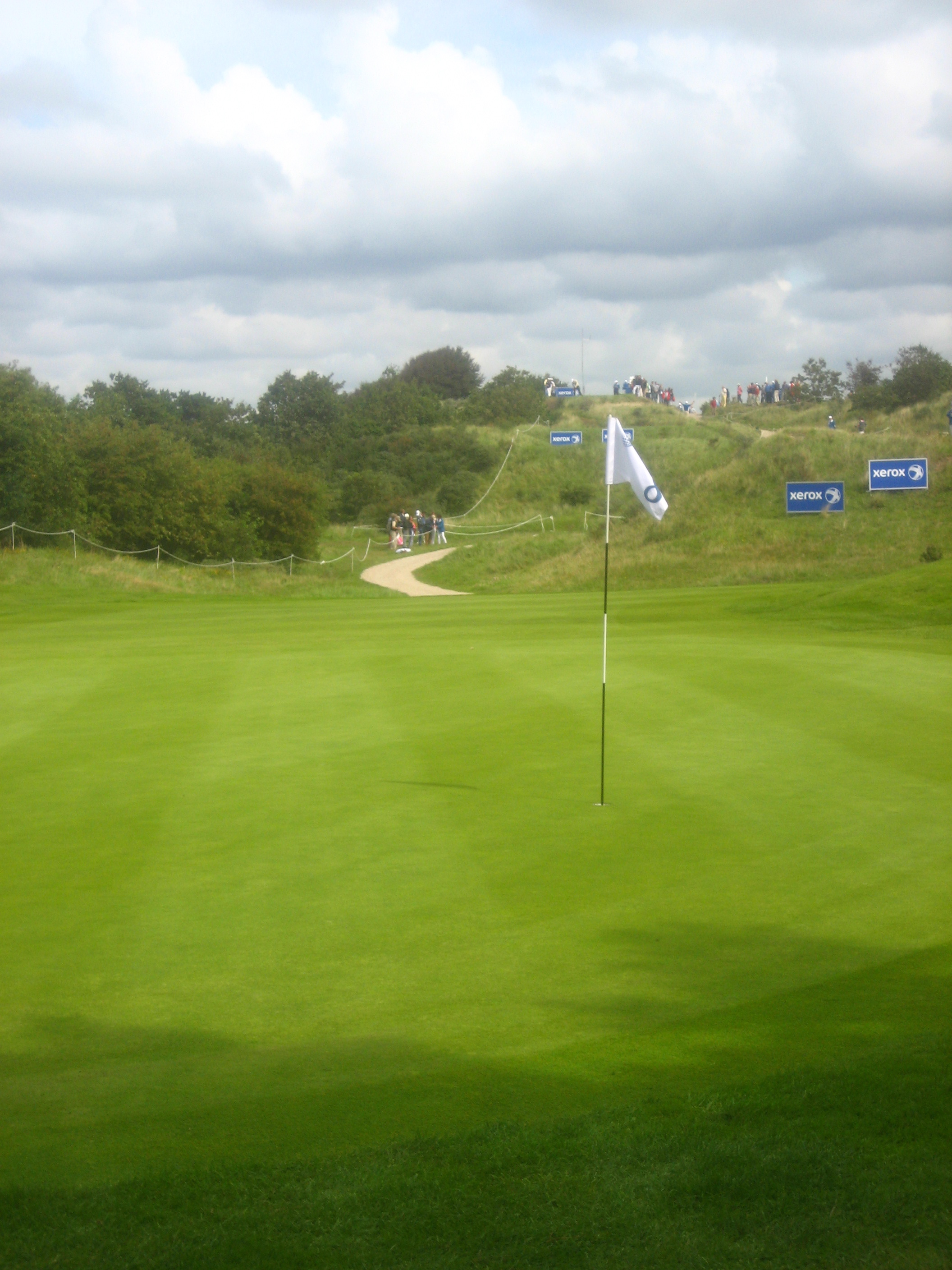
Hole 08

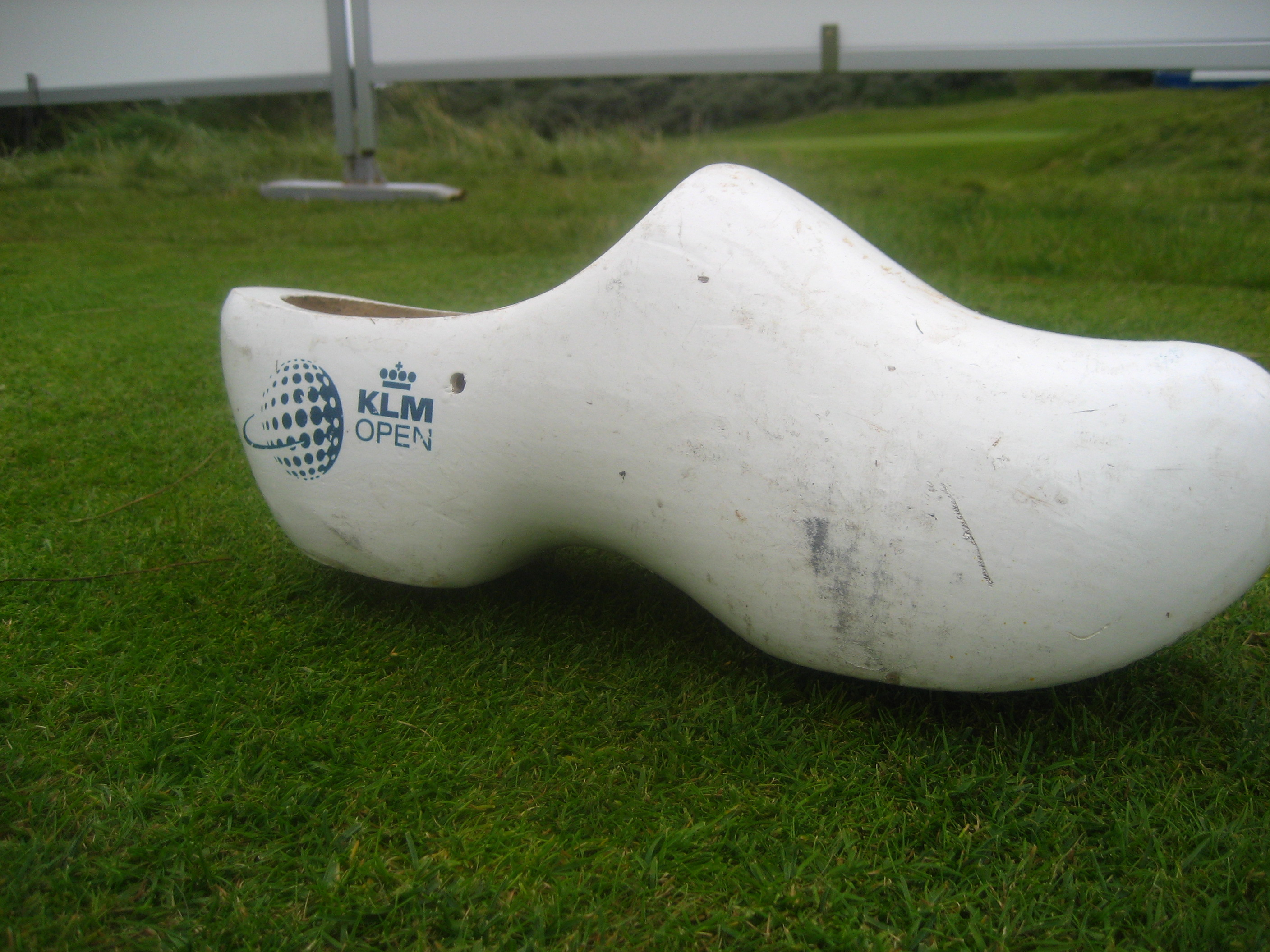
Speciale markers op de tee

Het KLM Open 2008 vond plaats van 21 tot en met 24 augustus 2008 op de Kennemer Golf & Country Club.

## Uitslag
| Nr | Speler         | Score | Prijzengeld |
| -- | -------------- | ----- | ----------- |
| 1  | Darren Clarke  | -16   | € 300.000   |
| 2  | Paul McGinley  | -12   | € 200.000   |
| 3  | Henrik Stenson | -11   | € 112.680   |

## Spelers
Er deden 152 spelers mee. Daarbij waren elf Nederlandse professionals: Wil Besseling, John Boerdonk, Robert-Jan Derksen, Maarten Lafeber, Joost Luiten, Ralph Miller, Rolf Muntz, Alain Ruiz Fonhof, Joost Steenkamer, Robin Swane en Hiddo Uhlenbeck, vijf Nederlandse amateurs Teemu Bakker, Darius van Driel, Berend van Holthuijsen, Robert Riemer en Floris de Vries en de Belg Kevin Hesbois, winnaar van het Dutch Junior International op Toxandria. Alleen Rolf Muntz kwalificeerde zich voor het weekend. Beste amateur was Kevin Hesbois.

### Spelerslijst
| - Juan Abbate - Felipe Aguilar - Thoma Aiken - Fredrik Andersson Hed - Phillip Archer - Joakim Backstrom - Peter Baker - Benn Barham - Sion E. Bebb - John Bickerton - Gregory Bourdy - Markus Brier - Paul Broadhurst - Mark Campbell - Michael Campbell - Ariel Cañete - Alejandro Cañizares - Emanuele Canonica - Magnus A. Carlsson - Christian Cévaër - Darren Clarke - Luis Claverie - François Delamontagne - Tobias Dier - Robert Dinwiddie - David Dixon - Stephen Dodd - Jamie Donaldson - Nick Dougherty - Bradley Dredge - Scott Drummond - David Drysdale - Simon Dyson - Rafa Echenique - Pelle Edberg - Mattias Eliasson - Martin Erlandsson - Oliver Fisher - Ross Fisher - Alastair Forsyth | - Mark Foster - Peter Fowler - Carlos Franco - Marcus Fraser - David Frost - Tadd Fujikawa - Stephen Gallacher - Ignacio Garrido - Philip Golding - Ricardo González - David Griffiths - Mathias Grönberg - Jean-Baptiste Gonnet - Anton Haig - Anders Hansen - Soren Hansen - Peter Hanson - Garry Houston - David Howell - Raphaël Jacquelin - Thongchai Jaidee - Lee S James - Per-Ulrik Johansson - Michael Jonzon - James Kamte - Shiv Kapur - Martin Kaymer - Simon Khan - Søren Kjeldsen - Barry Lane - Jan-Are Larsen - Paul Lawrie - Peter Lawrie - Craig Lee - Thomas Levet - Jose-Filipe Lima - Pedro Linhart - Sam Little - Santiago Luna - Mikael Lundberg | - Jean-François Lucquin - David Lynn - Mardan Mamat - Stuart Manley - Pablo Martín - Paul McGinley - Ross McGowan - Damien McGrane - Rory McIlroy - Andrew McLardy - Matthew Millar - Edoardo Molinari - Francesco Molinari - Jamie Moul - Gary Murphy - Chapchai Nirat - Alexander Norén - Henrik Nyström - Peter O'Malley - Gary Orr - Gareth Paddison - Florian Preagant - Phillip Price - Iain Pyman - Jean François Remesy - Robert Rock - Carlos Rodiles - Justin Rose - Jarmo Sandelin - Marcel Siem - Patrik Sjoland - Lee Slattery - Henrik Stenson - Graeme Storm - Sven Strüver - Kyron Sullivan - Carl Suneson - Benoit Teilleria - Paolo Terreni - Miles Tunnicliff | - Daniel Vancsik - Jean van de Velde - Alvaro Velasco - Mads Vibe-Hastrup - Simon Wakefield - Sam Walker - Anthony Wall - Paul Waring - Marc Warren - Steve Webster - Peter Whiteford - Tom Whitehouse - Martin Wiegele - Danny Willet - Oliver Wilson - Chris Wood - Fabrizio Zanotti - Julio Zapata Nederlandse professionals - Wil Besseling - John Boerdonk - Robert-Jan Derksen (tourkaart) - Hiddo Uhlenbeck - Maarten Lafeber (tourkaart) - Joost Luiten - Ralph Miller - Rolf Muntz - Alain Ruiz Fonhof - Joost Steenkamer - Robin Swane - Ruben Wechgelaer Amateurs - Teemu Bakker - Darius van Driel - Kevin Hesbois, winnaar Toxandria - Berend van Holthuijsen - Robert Niemer - Floris de Vries |

## Fotogalerij

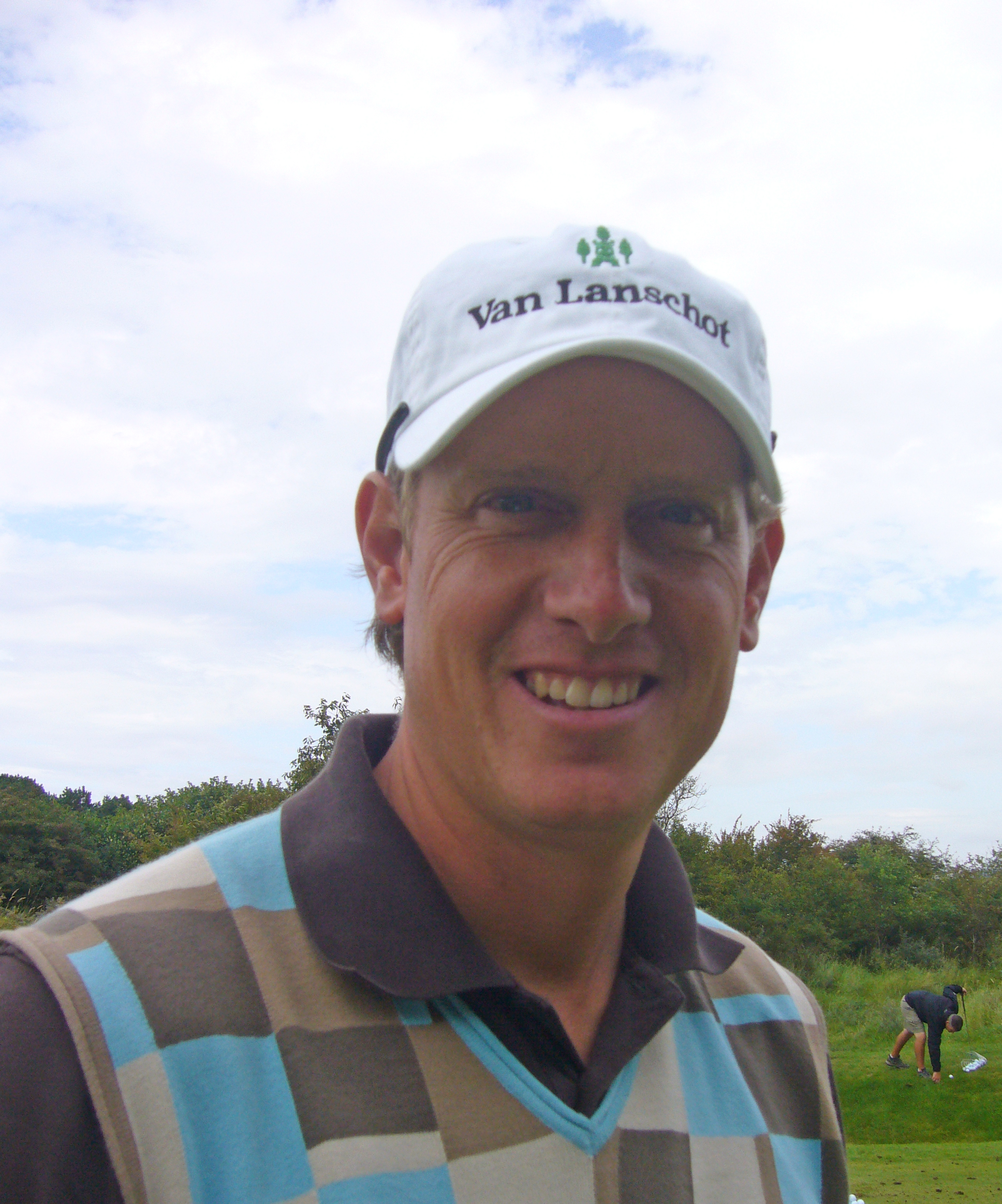
Maarten Lafeber
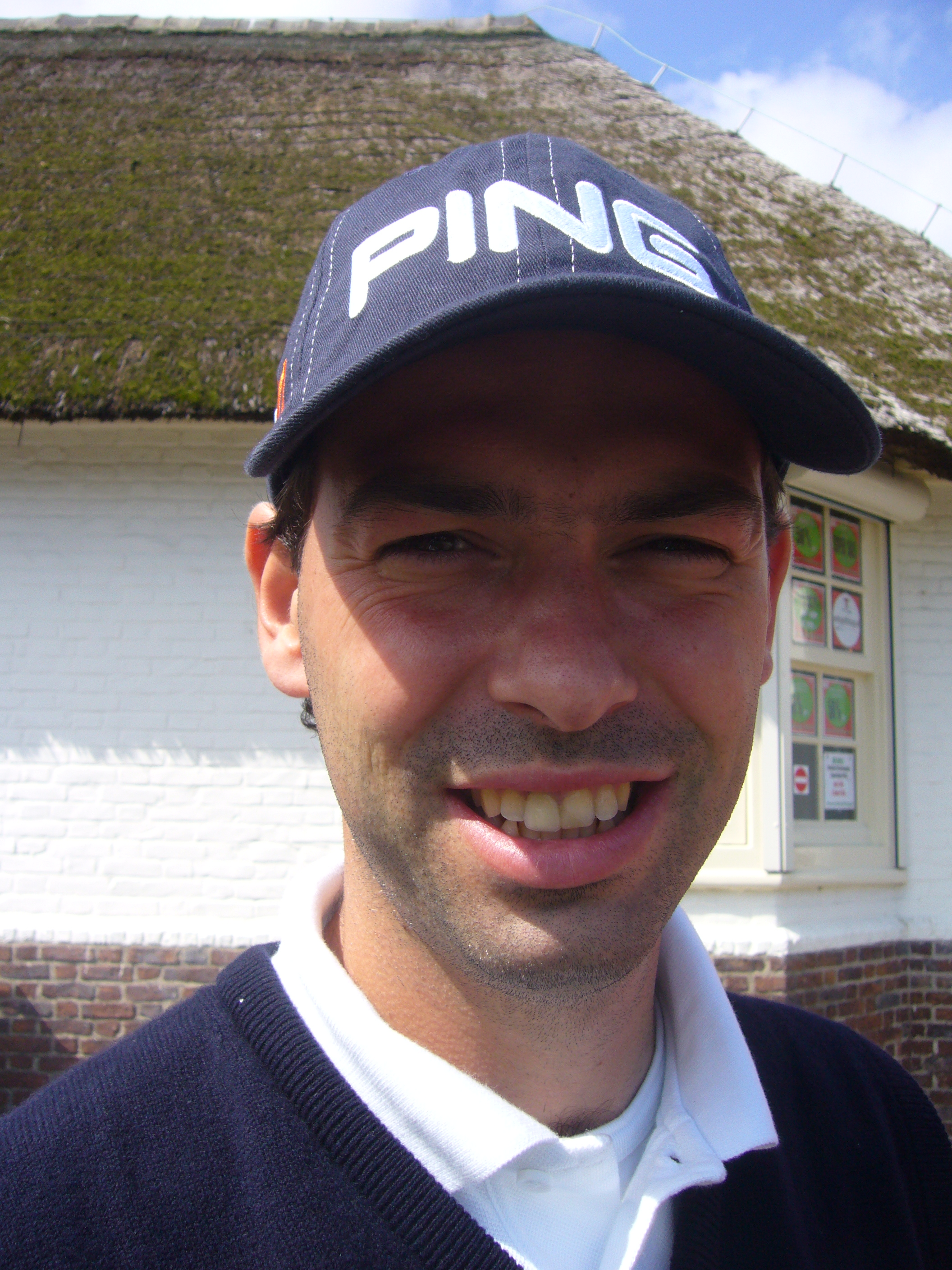
Alain Ruiz Fonhof
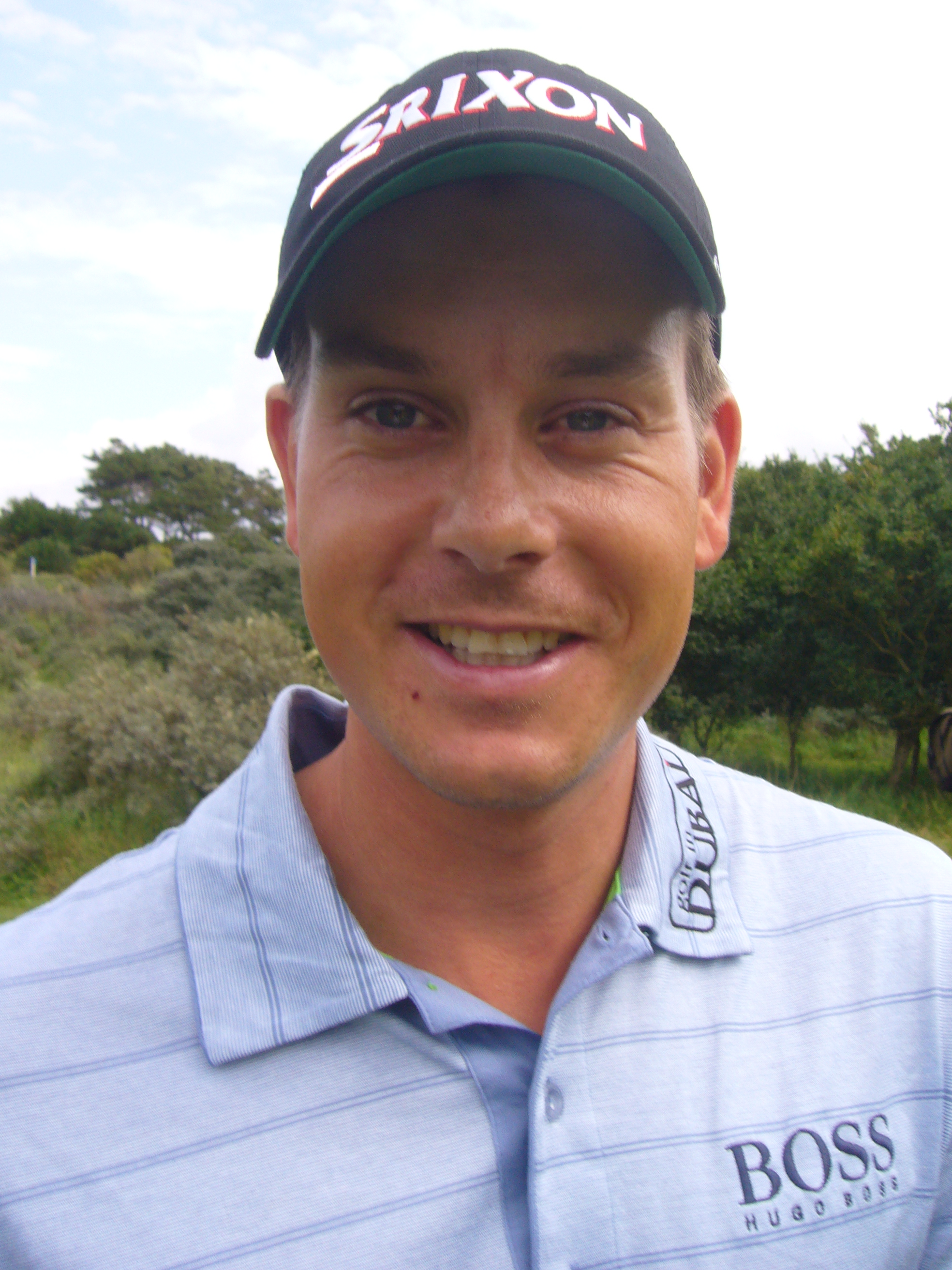
Henrik Stenson
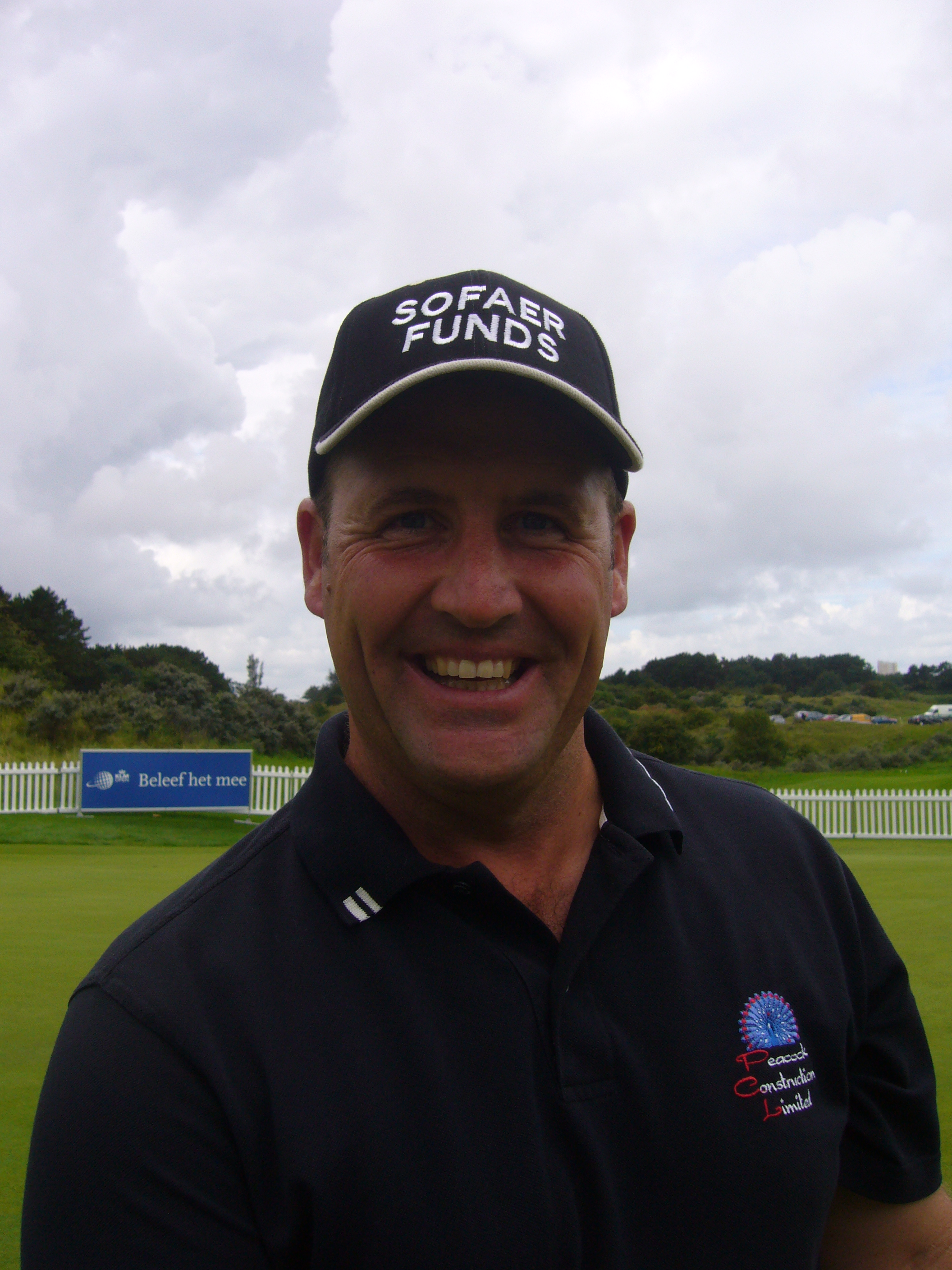
John Bickerton
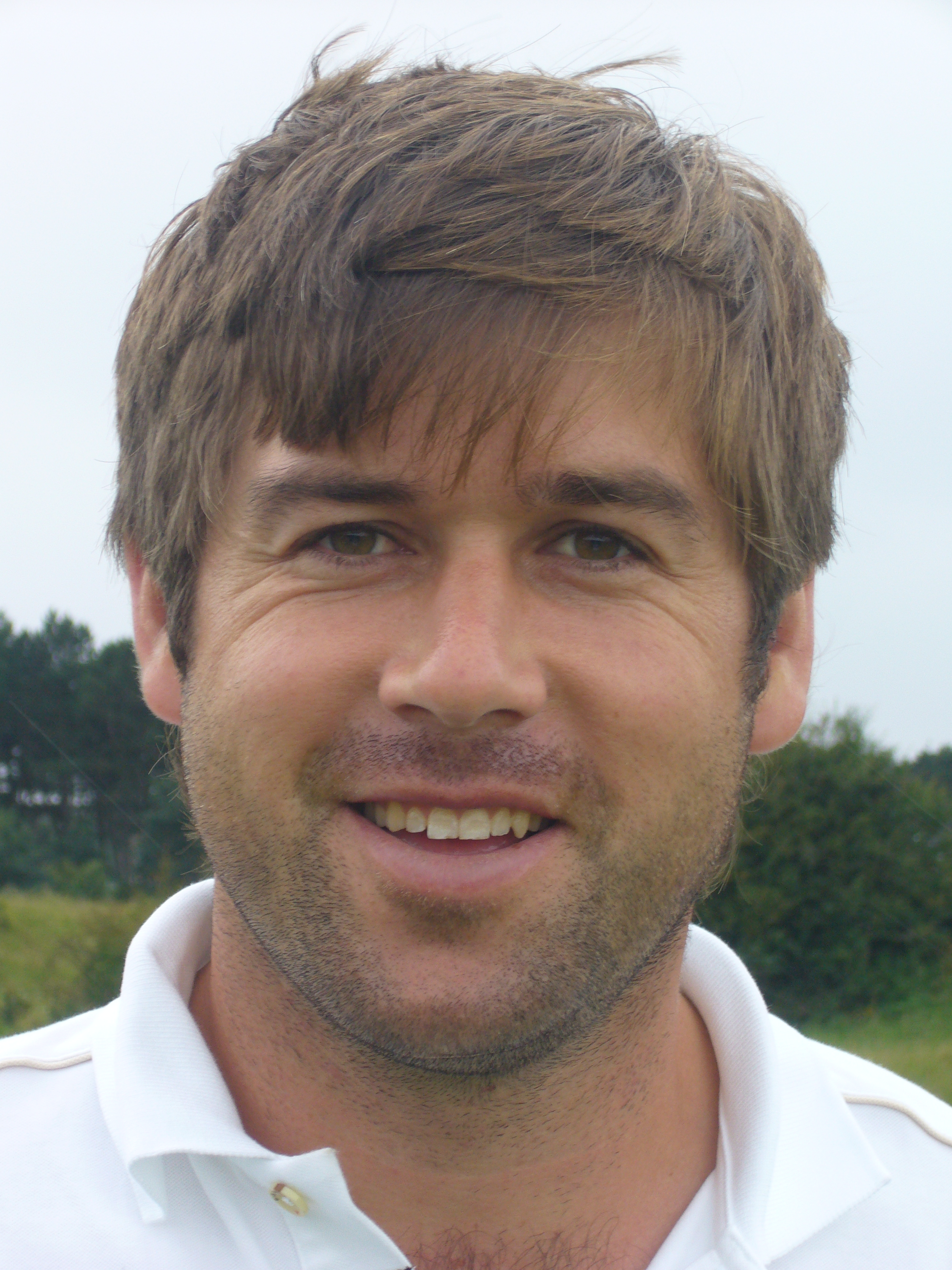
Robert Rock